# Статуа Рокија Балбое у Житишту
Статуа Рокија Балбое један је од симбола општине Житиште. Постављена је 2007. године и налази се у центру општине, а рађена је од бетона аутора Бориса Стапарца.
Канадски редитељ Бери Аврић направио је документарни филм под називом Амерички идол, који приказује догађаје који су претходили настанку статуе, као и церемонију њеног постављања. У филму се појављују и Силвестер Сталоне, који је тумачио лик Рокија у осам филмова, и А. Томас, који је направио статуу Рокија у Филаделфији.
Године 2011, британски издавач Лонли планет уврстио је споменик Рокију Балбои у Житишту на своју листу топ 10 најбизарнијих споменика на свету.